# Rolf Stünkel

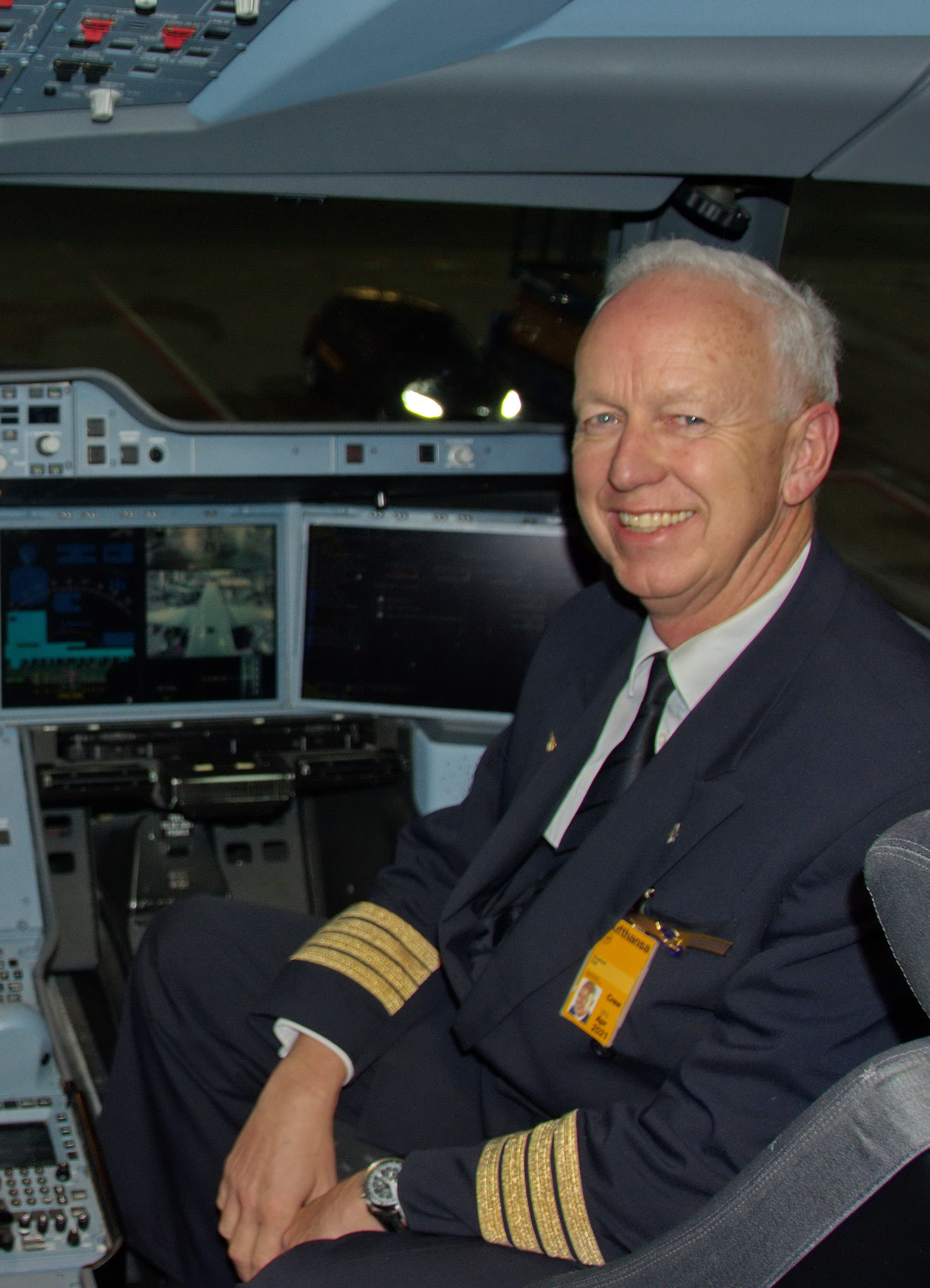
Rolf Stünkel als Verkehrspilot im Airbus A350 (2019)

Rolf Stünkel (* 1954 in Hildesheim) ist ein deutscher Autor, Fotograf und ehemaliger Kampf- und Verkehrspilot.

## Biografie
Stünkel ging nach seinem Abitur 1972 zur Marine und absolvierte u. a. auf dem Schulschiff Gorch Fock eine Ausbildung zum Leutnant zur See. Anschließend bewarb er sich für das Fliegende Personal der Marine und wurde Starfighter- und Tornadopilot. 1989 wechselte er zur Lufthansa, für die er bis März 2019 als Verkehrspilot tätig war. In seinen Flugbüchern hat Rolf Stünkel mehr als 23.000 Flugstunden verzeichnet. Derzeit arbeitet er als Fluglehrer für Privatpiloten, Autor für Bücher und Zeitschriften über Luft- und Seefahrt, Fotograf, Lektor und Übersetzer. Rolf Stünkel betreut Seminare für entspanntes Fliegen.
In seiner Freizeit ist er ein begeisterter Jazz-Musiker.
Stünkel ist Vater von sieben Kindern und lebt mit seiner Familie in Weyhe bei Bremen.

## Werke
- Inside Airport. GeraMond Verlag GmbH, München 2009. ISBN 978-3-76547-003-5.
- Inside Cockpit. GeraMond Verlag GmbH, München 2010, ISBN 978-3-76547-027-1.
- Inside Tower. GeraMond Verlag GmbH, München 2012, ISBN 978-3-86245-304-7.
- Mach 2 – Meine Jahre im Cockpit des Starfighters. GeraMond Verlag GmbH, München 2014, ISBN 978-3-86245-333-7 und (Neuauflage): tredition Verlag, Hamburg 2021, ISBN 978-3-34713-032-6.
- Mach 2 – Flying the F-104 Starfighter. (English language), tredition Verlag Hamburg 2021, ISBN 978-3-34713-034-0.
- Fighting Cockpits: Auf dem Pilotensitz berühmter Jagdflugzeuge und Bomber. (Ins Deutsche übersetzt von Rolf Stünkel) GeraMond Verlag GmbH, München 2016, ISBN 978-3-86245-032-9.
- Fighter! Die zehn besten Jagdflugzeuge des Zweiten Weltkriegs. (Ins Deutsche übersetzt von Rolf Stünkel) GeraMond Verlag GmbH, München 2017, ISBN 978-3-95613-044-1.
- Inside Cockpit. Komplett überarbeitete und erweiterte Auflage, GeraMond Verlag GmbH, München 2019, ISBN 978-3-95613-107-3.
- Militärflugzeuge – Die berühmtesten Kampfflugzeuge, Bomber und Transportmaschinen vom 1. Weltkrieg bis heute. (Ins Deutsche übersetzt von Rolf Stünkel) Wieland Verlag, Bad Aibling 2022, ISBN 978-3-94826-412-3.
- Moderne Militärflugzeuge – Jagdflugzeuge, Bomber, Transporter, Aufklärer und Überwachungsflugzeuge. (Ins Deutsche übersetzt von Rolf Stünkel) Wieland Verlag, Bad Aibling 2023, ISBN 978-3-94826-419-2.
- Luftfahrzeuge der Spezialeinheiten – Flächenflugzeuge, Hubschrauber und unbemannte Flugzeuge. (Ins Deutsche übersetzt von Rolf Stünkel) Wieland Verlag, Bad Aibling 2024, ISBN 978-3-94826-422-2.
- Deutsche Kampfflugzeuge im Ersten Weltkrieg 1914-1918. (Ins Deutsche übersetzt von Rolf Stünkel) Wieland Verlag, Bad Aibling 2025, ISBN 978-3-94826-430-7.
- 101 Dinge, die man über Kampfflugzeuge wissen muss. GeraMond Verlag GmbH, München 2025, ISBN 978-3-98702-116-9.

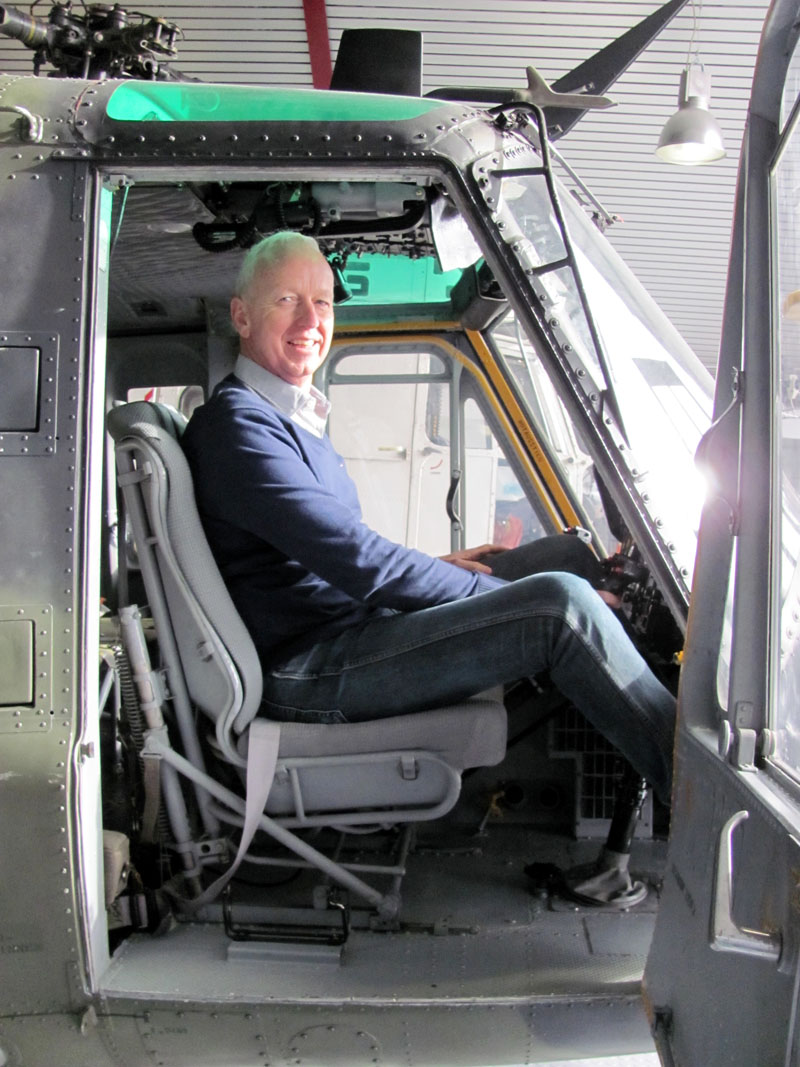
Rolf Stünkel ist an jeder Art von Luftfahrzeugen interessiert – hier 2017 zu Besuch im Hubschraubermuseum Bückeburg